# Раух, Альберт
Альберт Раух (нем. Albert Rauch; 10 сентября 1933, Маллерсдорф-Пфаффенберг, Бавария — 10 января 2015, Регенсбург, Германия) — немецкий богослов, прелат (1971), апостольский протонотарий (2009), директор Института восточных церквей (1972—2015), доктор богословия, специалист по русской религиозной философии XX века.

## Биография
Родился 10 сентября 1933 года в Маллерсдорф-Пфаффенберге, в Баварии.
С 1952 по 1961 годы обучался в Папском Григорианском университете (с 1952 по 1959 годы — в коллегии «Германикум», а с 1959 по 1961 годы — в коллегии «Руссикум»).
С 10 октября 1958 года занимался в Риме координацией деятельности с епархией Регенсбурга.
С 1961 по 1962 годы священник в Дингольфинге, а с 1962 по 1965 годы — священник в Вайдене. С 1965 по 1966 годы был секретарём у кардинала Иосифа (Слипого).
С 1966 по 1972 годы был настоятелем кафедрального собора в Регенсбурге.
С 1969 по 1972 годы занимался молодёжной работой в Регенсбурге.
В 1971 году получил титул почётный прелат Его Святейшества и с 1972 года возглавил Институт восточных церквей в Регенсбурге.
С 1972 по 2001 годы председателем рабочей группы «Церкви Востока» при Конференции католических епископов Германии (с 1966 по 2013 годы в комиссии по стипендиям; с 1968 по 2006 годы — в экуменической комиссии).
14-16 мая 1998 года был участником пятого богословское собеседования представителей Русской православной церкви и Германской Епископской Конференции Римско-Католической Церкви, где выступил с докладом «Единство в многообразии».
В 1998 году присвоена степень доктора богословия honoris causa богословского факультета в Бухаресте, в 2002 году в богословского факультета в Ораде, в 2008 году — богословского факультета в Алба-Юлия.
В 2003 году награждён орденом князя Даниила Московского (Московский патриархат), а в 2008 году орденом Кирилла Туровского (Белорусская православная церковь).
В 2009 году получил титул апостольский протонотарий; награждён орденом преподобного Сергия Радонежского (РПЦ).
7-10 декабря 2009 года принял участие в VI сессии богословских собеседований между представителями Немецкой епископской конференции и Русской Православной Церкви, прошедшей в бенедиктинском монастыре Вельтенбург на Дунае.
Скончался скоропостижно 10 января 2015 года. Отпевание и церемония прощания прошли 21 января 2015 года в соборе Регенсбурга.